# Benjamín Jiménez Hernández
Benjamín Jiménez Hernández (ur. 31 marca 1938 w Pénjamo, zm. 26 listopada 2020 w Hermosillo) – meksykański duchowny rzymskokatolicki, w latach 1993–2011 biskup Culiacán.

## Życiorys
Święcenia kapłańskie przyjął 28 lipca 1963. 13 maja 1989 został prekonizowany biskupem pomocniczym Culiacán ze stolicą tytularną Sullectum. Sakrę biskupią otrzymał 29 czerwca 1989. 4 października 1993 objął urząd biskupa ordynariusza Culiacán. 18 marca 2011 zrezygnował z urzędu.
Zmarł na COVID-19.